# Loïc Le Meur
Loïc Le Meur (Perpignan, 14 luglio 1972) è un imprenditore francese.
Ha ricoperto il ruolo di vicepresidente esecutivo EMEA presso la società di software Six Apart dopo la fusione della società di blog francese Ublog con Six Apart nel luglio 2004. Alla fine del 2006 Le Meur è diventato un sostenitore pubblico del candidato presidenziale francese Nicolas Sarkozy e si è unito al team della campagna di Sarkozy come consulente su Internet. -argomenti correlati.

## Carriera
Nel 1996, Loïc Le Meur ha fondato la sua prima azienda, l'agenzia interattiva B2L, dopo essersi diplomato all'HEC Paris.
Ha anche fondato RapidSite France con la moglie, una società di web hosting per piccole imprese in Francia. Nel 1999 ha venduto RapidSite a France Télécom dove è diventata parte di Wanadoo.
Nel 2000 ha fondato il fornitore di servizi applicativi Tekora.
Nel 2003, è stato coinvolto nella società francese di hosting di blog Ublog, che ha acquistato dal suo fondatore, il bretone Stéphane Le Solliec nell'ottobre 2003. Ha poi fatto crescere Ublog e ha fuso l'azienda con Six Apart, dove è diventato vicepresidente esecutivo nel 2004. Ha ricoperto il ruolo di EVP EMEA fino a marzo 2007, quando ha ceduto il suo incarico al partner commerciale di lunga data Olivier Creiche. Le Meur rimane presidente onorario di Six Apart Europe.
Nel 2015 ha fondato leade.rs, una piattaforma per relatori principali. Nel 2019, leade.rs è stata acquisita da Animoca. Le Meur si è unito ad Animoca come partner di rischio per assistere nelle opportunità di crescita ed espansione.
Nel 2004 Le Meur è entrato a far parte del team dietro il blog ufficiale del Forum economico mondiale.
Dal 2004, Le Meur organizza una conferenza incentrata sul blogging e il mondo del web con Géraldine Le Meur, sua moglie fino a poco tempo fa. Nel dicembre 2006, è riuscito a portare sul palco di LeWeb '03 Shimon Peres, Nicolas Sarkozy e il politico francese François Bayrou. Nel 2010 hanno partecipato più di 2.600 persone provenienti da 60 paesi diversi.
Nel 2014 hanno partecipato circa 3.200 persone.
Nel 2007, Le Meur si è trasferito a San Francisco per lanciare una nuova startup chiamata Seesmic.
Seesmic inizialmente si concentrava sulla creazione di una comunità online di video blogger. In seguito alla crisi economica del 2008 Seesmic's è diventata un'azienda cliente di social media. Nel gennaio 2010, Seesmic ha acquisito Ping e ha consentito ai suoi utenti di aggiornare contemporaneamente più di 50 diversi stati dei social media. Nel febbraio 2011, Seesmic ha ricevuto finanziamenti da Salesforce e Softbank, portando il finanziamento totale a 16 milioni di dollari. Nel settembre 2012, Seesmic è stata acquisita da HootSuite.